# Pomerol
Pomerol (tiếng Occitan: Pomerol) là một xã thuộc tỉnh Gironde trong vùng Aquitaine tây nam nước Pháp.